# Bronsvleugeljacana
De bronsvleugeljacana (Metopidius indicus) is een vogel uit de familie der jacana's (Jacanidae).

## Kenmerken
Deze langhalzige vogel heeft lange, spitse vleugels, een gelige snavel en enorme verlengde tenen en nagels, waarmee het dier over drijvende waterplanten loopt. Het verenkleed is donkerbruin met bronsgroene vleugels. Boven het oog bevindt zich een smalle, witte streep. De lichaamslengte bedraagt 28 cm.

## Verspreiding en leefgebied
Deze soort komt voor in Azië van India tot Vietnam en Indonesië.